# Laphonza Butler
Laphonza Romanique Butler (* 23. února 1979 Magnolia, Mississippi) je americká odborářka a bývalá politička za Demokratickou stranu. Od října 2023 do prosince 2024 byla senátorkou USA za stát Kalifornie.
V roce 2001 vystudovala politologii na Jackson State University. V Kalifornii žije od roku 2009. V letech 2013 až 2018 vedla jeden z kalifornských odborových svazů. V letech 2018 až 2021 působila jako regentka Kalifornské univerzity a v letech 2021 až 2023 byla prezidentkou liberálně levicové feministické skupiny zvané EMILY's List. 
V říjnu 2023 ji guvernér Kalifornie Gavin Newsom vybral jako náhradnici za zesnulou senátorku Dianne Feinsteinovou. Butlerová se stala první Afroameričankou veřejně se hlásící k LGBT komunitě v historii amerického Senátu. Poté, co senátorský mandát získala, uvedla, že se o řádné funkční období v Senátu ucházet nebude. V prosinci 2024 ji tak ve funkci nahradil řádně zvolený Demokrat Adam Schiff. 
Dlouhodobě úzce spolupracuje s bývalou senátorkou a pozdější viceprezidentkou Kamalou Harris. Je lesba, se svou ženou vychovává jedno dítě.